# We Are Born

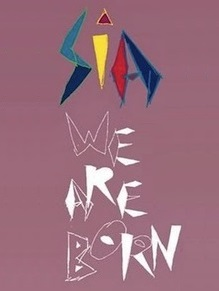

Albums de Sia Furler
Some People Have Real Problems
(2008) Best Of...
(2012)
Singles
1. You've Changed
Sortie : 28 décembre 2009
2. Clap Your Hands
Sortie : 13 avril 2010
3. Stop Trying
Sortie : 29 août 2010 (radio)
4. Bring Night
Sortie : 10 septembre 2010
5. I'm in Here
Sortie : 24 septembre 2010

We Are Born est le cinquième album studio de la chanteuse australienne Sia Furler, sorti le 18 juin 2010.

## Liste des titres
| No  | Titre                            | Auteur                        | Durée |
| --- | -------------------------------- | ----------------------------- | ----- |
| 1.  | The Fight                        | Sia Furler, Dan Carey         | 3:39  |
| 2.  | Clap Your Hands                  | Sia, Samuel Dixon             | 3:58  |
| 3.  | Stop Trying                      | Sia, Greg Kurstin             | 2:40  |
| 4.  | You've Changed                   | Sia, Lauren Flax              | 3:11  |
| 5.  | Be Good to Me                    | Sia, Jesse Graham, Simon Katz | 3:57  |
| 6.  | Bring Night                      | Sia, Kurstin                  | 2:57  |
| 7.  | Hurting Me Now                   | Sia, Kurstin                  | 3:26  |
| 8.  | Never Gonna Leave Me             | Sia, Kurstin                  | 3:34  |
| 9.  | Cloud                            | Sia, Dixon                    | 3:43  |
| 10. | I'm in Here                      | Sia, Dixon                    | 3:41  |
| 11. | The Co-Dependent                 | Sia, Kurstin                  | 2:55  |
| 12. | Big Girl Little Girl             | Sia, Henry Binns              | 4:18  |
| 13. | Oh Father                        | Madonna, Patrick Leonard      | 4:29  |
| 14. | I'm in Here (Version Piano/Voix) | Sia, Dixon                    | 3:47  |